# لكاب
شركة لوسافارا-كييرونافارا ذات المسؤولية المحدودة ( لكاب ) هي شركة تعدين سويدية مملوكة للدولة . تستخرج الشركة خام الحديد في كيرونا ومالمبيرجيت في شمال السويد. تأسست الشركة عام 1890، وهي مملوكة للدولة بنسبة 100% منذ خمسينيات القرن العشرين. تتم معالجة خام الحديد إلى كريات وغرامات التلبيد ، والتي يتم نقلها بواسطة قطارات لور ( مالمبالان ) إلى الموانئ في نارفيك ولوليو وإلى مصنع الصلب في لوليو ( سساب ). يُباع إنتاجها في معظم أنحاء العالم، حيث تكون الأسواق الرئيسية هي مصانع الصلب الأوروبية، بالإضافة إلى شمال إفريقيا والشرق الأوسط وجنوب شرق آسيا.  توفر مناجم لكاب ما لا يقل عن 80% من خام الحديد في أوروبا. 

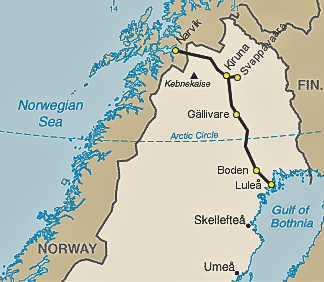
يتم استخراج خام الحديد من كيرونا وسفابافارا ومالمبيرجيت (خارج جاليفاري)، ويتم نقله بالسكك الحديدية إلى موانئ لوليا ونارفيك.

## أنظر أيضاً
- خام الحديد السويدي خلال الحرب العالمية الثانية

## روابط خارجية
- معادن LKAB